# Теребунь
Теребу́нь (бел. Церабунь) — деревня в Брестском районе Брестской области Белоруссии. Входит в состав Клейниковского сельсовета. Имеется автобусное сообщение с Брестом. Население — 172 человека (2019).

## География
Деревня Теребунь расположена в 13 км к северо-западу от центра города Брест, на правом берегу реки Лесная, неподалёку от её устья. В километре к западу от деревни течёт река Западный Буг, по которой здесь проходит граница с Польшей. Граничит с юго-востока с деревней Шумаки. Местные дороги ведут из деревни в сторону деревень Сычи, Скоки и агрогородка Клейники (находится в 8 км к юго-востоку). Ближайшая ж/д станция Прибужье (линия Белосток — Брест) находится в 6 км к востоку.

## История
Теребунь — одно из самых старых поселений Брестщины. Первые письменные упоминания о Теребуни, как о королевской собственности, относятся к концу XIV века. Название произошло оттого, что деревня возникла на месте вырубленного, «вытеребленного» леса.
В 1536 году королевский привилей на Теребунь получил Иван Шуйский. В 1566 году Теребунь записан за паном Гноенским, вторым мужем Марины Шуйской, вдовы Ивана Шуйского. С 1580 года поместье находился в собственности сыновей Марины — сначала Мануила, а с 1609 года — Яна Шуйского, который в том же году построил в своем имении униатскую церковь (сохранилась как православная, территориально находится между деревнями Теребунь, Шумаки и Котельня-Боярская ближе к последней) и каменный замок, который был возведён возле места впадения Лесной в Буг (не сохранился).
После третьего раздела Речи Посполитой (1795) в составе Российской империи, с 1801 года — в Гродненской губернии.
11 октября 1812 года на реке Лесной в окрестностях Теребуни и Клейников шли бои австро-саксонских войск Шварценберга и Ренье с русскими войсками. В XIX веке имение перешло роду Грабовских, которые выстроили здесь усадьбу. Перед Первой мировой войной село недолгое время принадлежало Немцевичам. 
В 1876 году в деревне Мотыкальской волости Брестского уезда 27 дворов, в конце XIX века здесь имелись винокуренный завод, два трактира, ежегодно происходила ярмарка, действовала церковно-приходская школа. В 1905 году — село (47 жителей) и имение (45 жителей) той же волости.
В Первую мировую войну с 1915 года село оккупировано германскими войсками. Согласно Рижскому мирному договору (1921) село вошло в состав межвоенной Польши, где принадлежало гмине Мотыкалы Брестского повета Полесского воеводства (в 1921 году — 16 дворов). С 1939 года в составе БССР.
В 1940 году открылась семилетняя школа, в деревне было 32 двора.
В Великую Отечественную войну погиб 51 сельчанин. В 1968 году в их память в центре посёлка установлена стела.
В марте 1950 года организован колхоз «Новый путь», в который вступили все 34 хозяйства деревни. В 1960-х годах он объединился с колхозом «Страна советов» деревни Колодно (в 1905 году — 587 жителей, в 1921 году — 52 двора и 253 жителя), включённой 4 сентября 1972 года в состав Теребуни, а позже вошёл в состав колхоза «Пограничник» деревни Клейники.

## Население
На 1 января 2018 года насчитывалось 162 жителя в 85 домохозяйствах, из них 23 младше трудоспособного возраста, 86 — в трудоспособном возрасте и 53 — старше трудоспособного возраста.

## Инфраструктура
Есть сельский клуб, магазин, мастерская и зернохранилище отделения «Клейники» ОАО СГЦ «Западный», а также мини-пивоварня «13 Litar». Действует погранзастава «Теребунь» к северо-западу от деревни. До недавнего времени действовали базовая школа, почтовое отделение.

## Достопримечательности
- Усадьба Грабовских. Усадебный дом после войны был перестроен, в нём разместилась сначала школа, затем клуб. Сохранились также фрагменты парка.
- Памятник погибшим в войну землякам.
- Памятник пограничникам.